# Vanderburgh County
Vanderburgh County is een county in de Amerikaanse staat Indiana.
De county heeft een landoppervlakte van 608 km² en telt 171.922 inwoners (volkstelling 2000). De hoofdplaats is Evansville.

## Bevolkingsontwikkeling

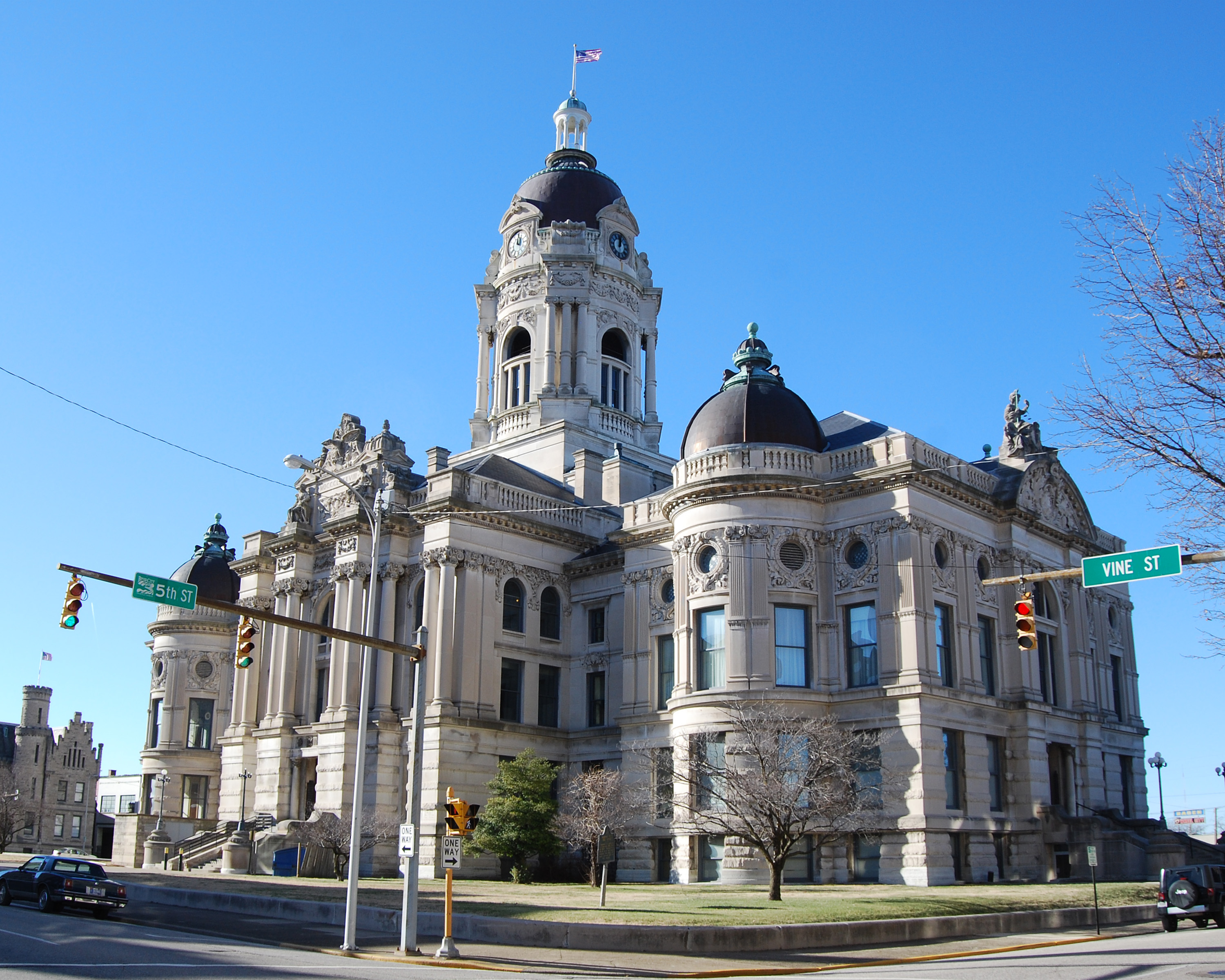
Voormalig Courthouse van Vanderburgh County